# 2016年夏季奧林匹克運動會手球比賽
2016年夏季奧林匹克運動會手球比賽於2016年8月6日至21日在巴西里約熱內盧未來體育館舉行。共有24支队伍（男女各12支）参加此次比赛。

## 赛程安排
| G | 小组赛 | ¼ | 1/4决赛 | ½ | 半决赛 | B | 铜牌赛 | F | 决赛 |

| 日期项目 | 6日 （六） | 7日 （日） | 8日 （一） | 9日 （二） | 10日 （三） | 11日 （四） | 12日 （五） | 13日 （六） | 14日 （日） | 15日 （一） | 16日 （二） | 17日 （三） | 18日 （四） | 19日 （五） | 20日 （六） | 20日 （六） | 21日 （日） | 21日 （日） |
| -------- | ---------- | ---------- | ---------- | ---------- | ----------- | ----------- | ----------- | ----------- | ----------- | ----------- | ----------- | ----------- | ----------- | ----------- | ----------- | ----------- | ----------- | ----------- |
| 男子     |            | G          |            | G          |             | G           |             | G           |             | G           |             | ¼           |             | ½           |             |             | B           | F           |
| 女子     | G          |            | G          |            | G           |             | G           |             | G           |             | ¼           |             | ½           |             | B           | F           |             |             |

## 參賽隊伍
各個國家奧林匹克委員會都可有男女各一隊參賽。

### 男子
| 資格賽             | 日期                  | 主辦城市     | 資格數 | 取得資格隊伍 |
| ------------------ | --------------------- | ------------ | ------ | ------------ |
| 主辦國             | 2009年10月2日         | 丹麥哥本哈根 | 1      | 巴西         |
| 2015年世界錦標賽   | 2015年1月15日至2月1日 |              | 1      | 法國         |
| 2015年泛美運動會   | 2015年7月16日至25日   | 加拿大多倫多 | 1      | 阿根廷       |
| 2015年亞洲資格賽   | 2015年11月14日至23日  | 多哈         | 1      |              |
| 2016年非洲錦標賽   | 2016年1月             | 埃及         | 1      | 埃及         |
| 2016年歐洲錦標賽   | 2016年1月17日至31日   | 波蘭         | 1      | 德国         |
| 2016年奧運資格賽#1 | 2016年4月7日至10日    | 格但斯克     | 2      | 波蘭         |
| 2016年奧運資格賽#1 | 2016年4月7日至10日    | 格但斯克     | 2      | 突尼西亞     |
| 2016年奧運資格賽#2 | 2016年4月7日至10日    | 马尔默       | 2      | 斯洛維尼亞   |
| 2016年奧運資格賽#2 | 2016年4月7日至10日    | 马尔默       | 2      | 瑞典         |
| 2016年奧運資格賽#3 | 2016年4月7日至10日    | 海宁         | 2      | 丹麦         |
| 2016年奧運資格賽#3 | 2016年4月7日至10日    | 海宁         | 2      |              |
| 總計               | 總計                  | 總計         | 12     |              |

### 女子
| 資格賽             | 日期                 | 主辦城市     | 資格數 | 取得資格隊伍 |
| ------------------ | -------------------- | ------------ | ------ | ------------ |
| 主辦國             | 2009年10月2日        | 丹麥哥本哈根 | 1      | 巴西         |
| 2014年歐洲錦標賽   | 2014年12月7日至21日  | 匈牙利 /     | 1      | 西班牙       |
| 2015年非洲資格賽   | 2015年3月19日至21日  | 安哥拉羅安達 | 1      | 安哥拉       |
| 2015年泛美運動會   | 2015年7月15日至24日  | 加拿大多倫多 | 1      | 阿根廷       |
| 2015年亞洲資格賽   | 2015年10月20日至25日 | 日本名古屋   | 1      |              |
| 2015年世界錦標賽   | 2015年12月5日至20日  | 丹麦         | 1      | 挪威         |
| 2016年奧運資格賽#1 | 2016年3月17日至20日  | 梅斯         | 2      | 荷蘭         |
| 2016年奧運資格賽#1 | 2016年3月17日至20日  | 梅斯         | 2      | 法國         |
| 2016年奧運資格賽#2 | 2016年3月17日至20日  | 奥胡斯       | 2      | 羅馬尼亞     |
| 2016年奧運資格賽#2 | 2016年3月17日至20日  | 奥胡斯       | 2      | 蒙特內哥羅   |
| 2016年奧運資格賽#3 | 2016年3月17日至20日  | 阿斯特拉罕   | 2      | 俄羅斯       |
| 2016年奧運資格賽#3 | 2016年3月17日至20日  | 阿斯特拉罕   | 2      | 瑞典         |
| 總計               | 總計                 | 總計         | 12     |              |

## 獎牌得主
| 項目          | 金牌 | 银牌 | 铜牌 |
| 男子 （詳細） | 丹麦（DEN） · 尼克拉斯·兰丁·雅各布森 · 马斯·克里斯蒂安森 · 马斯·门萨·拉森 · 卡斯珀·乌尔里克·莫滕森 · 耶斯佩爾·內德斯博 · 揚尼克·格林 · 拉塞·斯万·汉森 · 勒内·托夫特·汉森 · 亨里克·默尔高 · 卡斯珀·森诺高 · 亨里克·托夫特·汉森 · 米克尔·汉森 · 莫滕·奥尔森 · 米凯尔·达姆高                                   | 法国（FRA） · 奥利維耶·紐卡斯 · 达尼埃尔·纳西斯 · 樊尚·热拉尔 · 尼古拉·卡拉巴蒂奇 · 康坦·马埃 · 马蒂厄·格雷比耶 · 迪爾里·奧梅耶 · 蒂莫泰·恩盖桑 · 吕克·阿巴洛 · 塞德里克·索昂多 · 米夏埃尔·吉古 · 卢卡·卡拉巴蒂奇 · 卢多维克·法夫雷加斯 · Adrien Dipanda · 瓦朗坦·波特                                 | 德国（GER） · 乌韦·根斯海默 · 芬恩·莱姆克 · 帕特里克·温策克 · 托比亚斯·赖希曼 · 法比安·维德 · 西尔维奥·海涅费特 · 亨德里克·佩克勒 · 斯特芬·魏因霍尔德 · 马丁·施特罗贝尔 · 帕特里克·格勒茨基 · 凯·黑夫纳 · 安德烈亚斯·沃尔夫 · 尤利乌斯·屈恩 · 克里斯蒂安·迪辛格 · 保罗·德鲁克斯                                      |
| 女子 （詳細） | 俄罗斯（RUS） · 安娜·希朵伊基娜 · 寶琳娜·庫茲涅佐娃 · 戴莉亞·迪米崔耶娃 · 安娜·森 · 歐嘉·萊維娜 · Anna Vyakhireva · 瑪莉娜·蘇達科娃 · 弗拉德雷娜·波伯羅夫妮柯瓦 · 維多利亞·日林斯凱特 · 叶卡捷琳娜·马连尼科娃 · 伊琳娜·布利兹诺娃 · Ekaterina Ilina · 瑪雅·佩特洛娃 · Tatyana Yerokhina · 維多利亞·卡麗妮娜 | 法国（FRA） · 劳拉·格洛塞 · 布朗迪娜·当塞特 · 卡蜜兒·埃格隆-索西納 · 阿莉松·皮诺 · Laurisa Landre · 格拉斯·扎迪 · Marie Prouvensier · 阿芒迪娜·莱诺 · 玛农·韦特 · 希哈巴·丹比利 · 克洛艾·比勒 · 塔玛拉·霍拉切克 · 贝亚特丽斯·埃德维热 · 埃丝特勒·恩泽·明科 · Gnonsiane Niombla · 亚历山德拉·拉克拉贝尔 | 挪威（NOR） · 卡丽·奥尔维克·格里姆斯伯 · 瑪莉·克麗斯汀·摩利 · Emilie Hegh Arntzen · 伊达·阿尔斯塔 · 韦罗妮卡·克里斯蒂安森 · 海伊迪·勒克 · 诺拉·默克 · 斯蒂娜·布雷达尔·奥夫特达尔 · 玛丽特·玛尔姆·弗拉菲尤 · 卡特琳·伦德·哈拉尔德森 · 琳-克丽斯廷·里格尔胡特·科伦 · 阿曼达·库尔托维克 · 卡米拉·哈瑞姆 · 桑娜·索尔贝格 |

## 外部連結
- 國際手球總會（页面存档备份，存于）
- European Handball Federation（页面存档备份，存于）